# Luduj s nama
»Luduj s nama« je skladba in debitantski single glasbene zasedbe September. Single je bil izdan leta 1976 pri založbi Jugoton. Avtor glasbe in besedila je Janez Bončina, aranžma pa je delo skupine.

## Seznam skladb
Avtor glasbe in besedil je Janez Bončina. Aranžmaja sta delo skupine.
| A stran | A stran        | A stran |
| Št.     | Naslov         | Dolžina |
| ------- | -------------- | ------- |
| 1.      | „Luduj s nama‟ | 4:27    |

| B stran | B stran         | B stran |
| Št.     | Naslov          | Dolžina |
| ------- | --------------- | ------- |
| 1.      | „Mala vještica‟ | 2:33    |

## Zasedba
September
- Janez Bončina Benč – solo vokal, kitara
- Tihomir Pop Asanović – klaviature
- Petar Ugrin – el. violina, vokal
- Čarli Novak – bas, vokal
- Braco Doblekar – tolkala, vokal
- Ratko Divjak – bobni